# Bunawan (Agusan del Sur)
Bunawan is een gemeente in de Filipijnse provincie Agusan del Sur op het eiland Mindanao. Bij de laatste census in 2007 had de gemeente bijna 36 duizend inwoners.

## Geografie

### Bestuurlijke indeling
Bunawan is onderverdeeld in de volgende 10 barangays:
- Bunawan Brook
- Consuelo
- Libertad
- Mambalili
- Poblacion
- San Andres
- San Marcos
- Imelda
- Nueva Era
- San Teodoro

## Demografie
Bunawan had bij de census van 2007 een inwoneraantal van 35.757 mensen. Dit zijn 9.053 mensen (33,9%) meer dan bij de vorige census van 2000. De gemiddelde jaarlijkse groei komt daarmee uit op 4,11%, hetgeen hoger is dan het landelijk jaarlijks gemiddelde over deze periode (2,04%). Vergeleken met de census van 1995 is het aantal mensen met 11.142 (45,3%) toegenomen.

De bevolkingsdichtheid van Bunawan was ten tijde van de laatste census, met 35.757 inwoners op 512,16 km², 69,8 mensen per km².

## In het nieuws
Begin september 2011 kwam Bunawan wereldwijd in het nieuws, nadat in het dorp een enorme zeekrokodil was gevangen. Het dier werd direct na gevangenname geschat op 6,4 meter lengte. In 2012 maakte het Guinness World Records Book bekend dat de krokodil, die Lolong was genoemd exact 6,17 meter was en ruim 1000 kilo woog. Lolong werd daarmee de grootste krokodil in gevangenschap. Enkele maanden later, op 10 februari 2013, overleed de krokodil in gevangenschap.

## Geboren in Bunawan
- Bayang Barrios (12 juni 1968), zangeres.